# Dysphania electra
Dysphania electra là một loài bướm đêm trong họ Geometridae.